# تشارلز هربرت جويس
تشارلز هربرت جويس (بالإنجليزية: Charles Herbert Joyce)‏ هو محامي وسياسي أمريكي، ولد في 30 يناير 1830 في المملكة المتحدة، وتوفي في 22 نوفمبر 1916 في الولايات المتحدة. حزبياً، نشط في الحزب الجمهوري. انتخب عضو مجلس نواب فيرمونت وانتخب عضو مجلس النواب الأمريكي.